# Cosmosoma fulviventris
Cosmosoma fulviventris är en fjärilsart som beskrevs av Ménétriés 1857. Cosmosoma fulviventris ingår i släktet Cosmosoma och familjen björnspinnare. Inga underarter finns listade i Catalogue of Life.